# Provincia Alajuela
Alajuela (în pronunție în spaniolă [alaˈxwela]) este o provincie din Costa Rica. Acesta este situată în partea central-nordică a țării, având granița cu Nicaragua la nord. Se mărginește cu provinciile Heredia la est, San José la sud, Puntarenas la sud-vest și Guanacaste la vest. În 2011, provincia avea o populație de 885.571 locuitori. Alajuela este compusă din 15 cantoane, care sunt împărțite în 111 districte. Alajuela acoperă o suprafață de 9.757,53 de kilometri pătrați.
Capitala provinciei este orașul Alajuela. Alte orașe mari includ Quesada, Naranjo, Zarcero, Orotina, Sarchí, Upala, San Ramón, Grecia și Los Chiles.

## Istoria provinciei

### Pre-Columbia și sosirea spaniolă

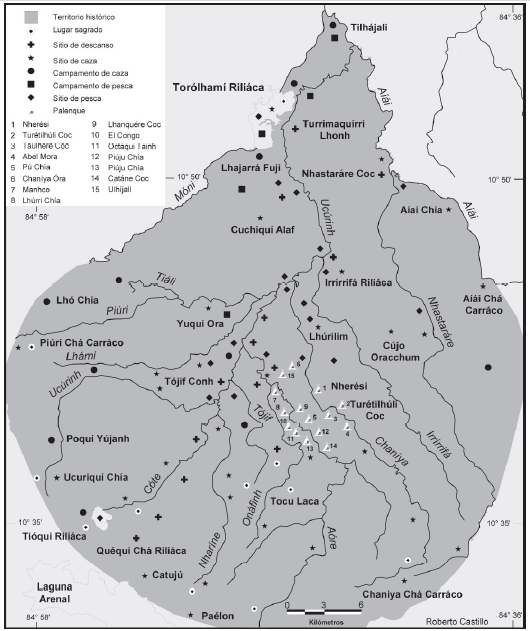
Teritoriul grupului indigen guatuso

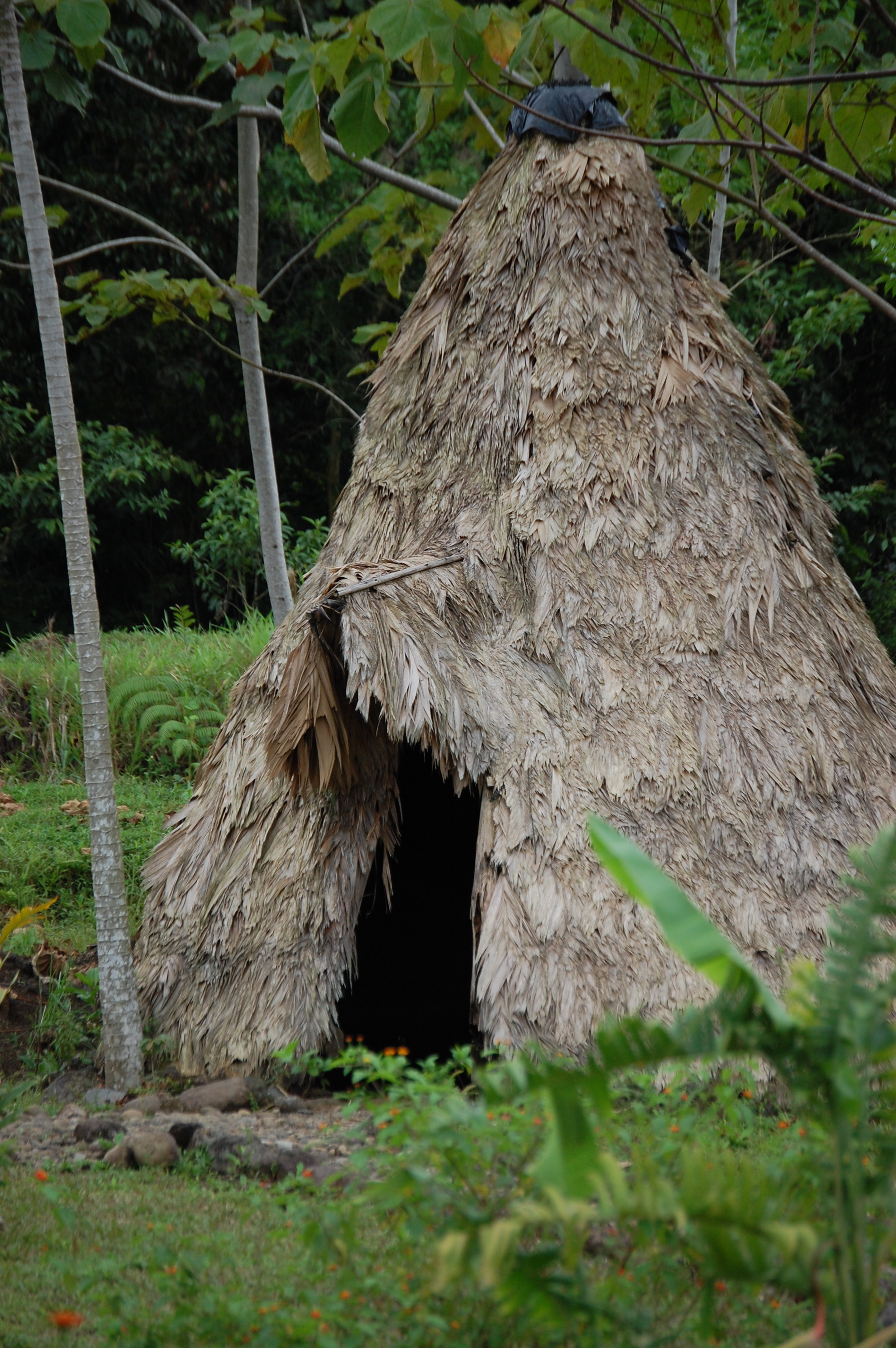
Colibă indigenă

Costa Rica a fost locuită timp de aproape 10.000 de ani, dar se cunosc foarte puține despre istoria pre-columbiană. Alajuela a fost ocupată de mai multe grupuri indigene înainte de sosirea spaniolă. În ciuda faptului că s-au aflat între două mari civilizații, grupurile indigene abia au populat zona. Grupul Hueteres a trăit în partea de sud a teritoriului, în timp ce grupurile Botos, Guatusos,  Tices și Catapas au trăit în nord. În secolul al 15-lea, cea mai mare parte din regiunea Alajuela din ziua de azi a fost sub controlul lui Garabito, un lider indigen despre care se știu foarte puține lucruri. Numai Botos, care au trăit în câmpiile de nord ale Alajuelei, au rezistat cuceririi până la începutul anilor 1800.
Începând din secolul al XVI-lea, conchistadorii spanioli au ajuns în Valea Centrală din Guanacaste. Nativii care au supraviețuit epidemiilor și cuceririi au fost plasați în sistemul de muncă prin care cei mai puternici îi apărau pe cei mai slabi în schimbul unui serviciu, lucru care a dus la exploatarea localnicilor, finanțându-se astfel coroana spaniolă. În 1574, a fost creată prima rezervație pentru localnici la Santa Catalina, aflată astăzi în Cantonul Mateo.

### Fondarea Alajuelei
Din cauză că proprietățile funciare din Cartago, capitala colonială a regiunii, erau deja controlate de mare latifundiari, mulți coloniști au început să se deplaseze spre vest începând cu mijlocul anilor 1600. În 1657, Alajuela a fost menționată pentru prima dată în scrierile lui Juana de Vera y Sotomayor, un călător care a descris o astfel de mare proprietate aflată "pe râul La Lajuela." Înainte de a lua numele de Alajuela, zona a fost cunoscut sub numele de Villahermosa.
Esteban Lorenzo de Tristán, episocpul de Nicaragua, Nicoya și Costa Rica, a încercat organizarea comunităților catolice la vest de Heredia. În acest sens, el a inaugurat un mic oratoriu menit să îi unească pe coloniștii împrăștiați. Oratoriul a fost așezat în satul "La Lajuela," între râurile Ciruelas și Alajuela. Datorită creării sale, orașul Alajuela a fost fondat oficial pe 12 octombrie 1782. În anul 1790, a fost înființată prima parohie oficială din Alajuela, condusă de preotul Manuel López del Corral.  Crearea unei parohii a adus mai mulți coloniști în regiune. În curând, au început să se deplaseze mai departe și mai departe, spre marginile Văii Centrale, fondând Atenas în 1836, San Ramon în 1854, și Grecia în 1856. În curând, au fost fondate orașele Naranjo, Zarcero și Quesada.

### Independența națională

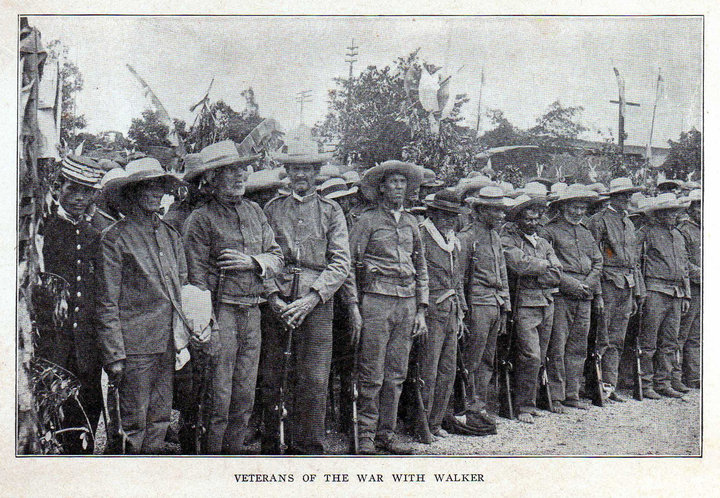
Veterani costaricani ai campaniei din 1856, fotografie făcută în 1895

În 1823, în primul război civil din Costa Rica, țara a fost împărțită în două grupuri: imperialiștii, care erau loiali primului imperiu mexican, și republicanii, care doreau independența. mare parte din timp, Alajuela și San José au luptat împotriva loviturii de stat organizate de către republicani în Heredia și Cartago. Partea alajueleană a câștigat, și Costa Rica a părăsit imperiul mexican cu puțin timp înainte ca acesta să se dizolve. În timp ce Costa Rica era membru al Republicii Federale a Americii Centrale în 1830, orașul Alajuela era capitala țării.
În 1831, s-a născut eroul popular alajuelean, Juan Santamaría. Santamaría era un țăran care s-a oferit voluntar ca baterist în timpul campaniei din 1856-1857. Pe 11 aprilie 1856, Santamaría s-a sacrificat incendiind fortăreața aventurierului William Walker de la Santa Rosa, cerând doar să se aibă grijă de mama sa.
Colonizarea părții de nord a Alajuelei a început în mod serios în a doua jumătate a secolului al XIX-lea, dar chiar și așa nu a atins mari proporții până în a doua jumătate a secolului al XX-lea, datorită în mare măsură accesului dificil. Mare parte din colonizatori au venit din Nicaragua datorită numeroaselor râuri navigabile care curgeau spre nord dinspre regiunile muntoase și se deversau, ori în Lacul Nicaragua, ori în râul San Juan. Prin 1850, provincia avea o populație de aproximativ 15.540.

### Secolul al XX-lea
La 16 februarie 1921, Papa Benedict al XV-lea a emis o bulă papală prin care a reorganizat Alajuela într-o provincie ecleziastică ce este condusă de: arhiepiscopul de Alajuela și de vicarul apostolic de Limon.
Un eveniment cheie în istoria Alajuelei a fost erupția din 1968 a vulcanului Arenal. Locuitorii se refereau la el ca muntele Arenal. În anii de dinaintea erupției, locuitorii au raportat creșteri ale temperaturii apei subterane și mici cutremure. Începând cu 28 iulie 1969, locuitorii din orașele din jur raportat cutremure constante. Erupția a început pe 29 iulie, vulcanul aruncând cenușă în provinciile vecine și lansând bolovani în aer. Exploziile inițiale au fost atât de puternice încât trei cratere au fost create instantaneu.  Orașele Tabacón, Pueblo Nuevo și San Luis au fost îngropate, 87 de persoane decedând. Culturile au fost distruse și efectivele de animale au fost ucise.
În 1979, a fost creat lacul Arenal ca urmare a construcției unui baraj hidroelectric aparținând Institutului Costarican de Electricitate, compania electrică națională. Orașele vechiș Tabacón și Tonadora șau fost scufundate deși turla bisericii din Tabacón poate fi încă văzută, iar locuitorii s-au mutat în noul oraș Tabacón. Barajul produce 17% din electricitatea țării.

## Geografia
Provincia este situată în câmpiile central nordice și se învecinează cu Nicaragua (Departamentul Rivas, Departamentul Río San Juan) la nord și provinciile din Costa Rica Heredia la est, San José spre sud și Guanacaste spre vest. Cantonul San Carlos este mai mare decât provinciile Heredia și Cartago. Este cel mai mare canton din Costa Rica, ocupând 34,32% din teritoriul provincial și 6,55% din teritoriul național.

### Munți
Lanțul muntos central (Cordillera Central de Costa Rica) trece prin granițele provinciei, la fel ca și lanțurile Tilarán și Guanacaste. În această provincie se află și doi dintre cei mai activi vulcani costaricani: vulcanul Poás și vulcanul Arenal.
| Vârfuri montane ale provinciei Alajuela | Vârfuri montane ale provinciei Alajuela | Vârfuri montane ale provinciei Alajuela                                            |
| --------------------------------------- | --------------------------------------- | ---------------------------------------------------------------------------------- |
| Nune                                    | Înălțime (metri)                        | Note                                                                               |
| Vulcanul Poás                           | 2.704                                   | stratovulcan activ cu unul dintre cele mai acide lacuri din lume                   |
| Cerro Barquero                          | 2.117                                   |                                                                                    |
| Cerro Camacho                           | 2.034                                   |                                                                                    |
| Cerro Platanar                          | 2.003                                   | nemonitorizat, stratovolcan activ                                                  |
| Cerro La Barranca                       | 1.696                                   |                                                                                    |
| Vulcanul Arenal                         | 1.670                                   | stratovolcan activ, erupția din 1968 a fost începutul perioadei active             |
| Cerro Porvenir                          | 1.443                                   | stratovolcan activ                                                                 |
| Cerro Espíritu Santo                    | 1.214                                   | gazda unei școli și a unei biserici abandonate lângă vârf                          |
| Cerro Chato                             | 1.140                                   | vulcani inactiv pe partea sud-estică a Arenalului, locul unde se află Lacul Crater |
| Cerro Nispero                           | 338                                     |                                                                                    |

### Râuri
În câmpiile nordice, râurile San Carlos și Frio se scurg în bazinul râului San Juan care desparte Nicaragua și Costa Rica. Râul Tárcoles, care curge spre Golful Nicoya, este cunoscut pentru populația de crocodil. 
| Râuri importante ale provinciei Alajuela | Râuri importante ale provinciei Alajuela                                             |
| ---------------------------------------- | ------------------------------------------------------------------------------------ |
| Nume                                     | Note                                                                                 |
| Río Grande de Tárcoles                   | lungime de 111 kilometeri, cel mai poluat râu din Costa Rica                         |
| Río Frío                                 | curge spre nord în Lacul Nicaragua                                                   |
| Río San Juan                             | parte din granița dintre Costa Rica și Nicaragua, afluenți: Río Poco Sol, Rio Carlos |
| Río Can Carlos                           | lungime de 142 km, mare afluent al Rio San Juan                                      |
| Río Segundo                              | trece prin orașul Alajuela                                                           |
| Río Burío                                | trece prin La Fortuna, afluent: Quebrada Cristalina                                  |
| Río San Martin                           | curge spre sud prin Quesada, Costa RIca                                              |
| Peñas Blancas                            | curge spre sud-vest în Valea Centrală, afluent: Río Burro                            |
| Río San Pedro                            | curge spre nord, afluenți: Río Zapote, Río La Vieja, Río Peaje                       |
| Virilla                                  | curge spre vest, locul accidentului de tren din 1926 de la El Virilla                |
| Río Poas                                 | curge spre sud                                                                       |
| Aguas Zarcas                             |                                                                                      |
| Tres Amigos                              |                                                                                      |
| San Lorenzo                              |                                                                                      |
| Arenal                                   |                                                                                      |
| Jesús María                              |                                                                                      |
| Río Cuarto                               |                                                                                      |

## Mediul

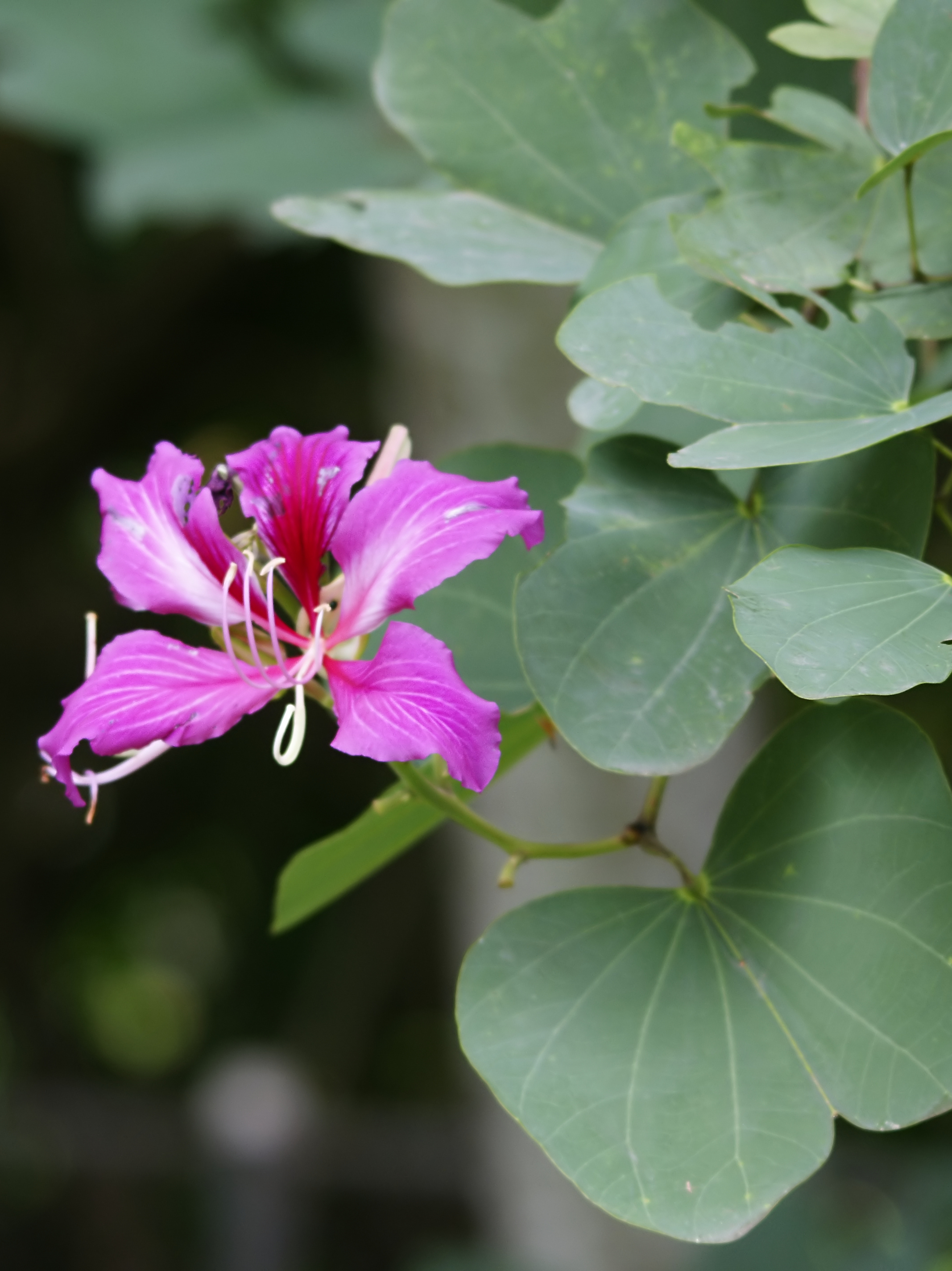
Bauhinia blakeana

Cu toate că există mai multe ecosisteme din provincie, cele două divizii distincte sunt Llanuras del Norte (câmpiile nordice) și zonele muntoase din Valea Centrală. Llanuras Del Norte se întind pe mai multe provincii, în timp ce zonele muntoase din Valea Centrală cuprind regiunea de mijloc a țării. Mediul natural din Alajuela este unul dintre principalele motivații pentru turiștii care vin în țară. 

### Flora și fauna
Costa Rica este un punct important al biodiversității și Alajuela nu face excepție de la această regulă.  Mii de specii sunt native din provincie. 
Aproape o treime din cele 1.400 de tipuri de orhidee din țară pot fi găsite în Rezervația Forestieră Monteverde Cloud, care traversată granița dintre Alajuela și Guanacaste.
Păsări, precum quetzalul, macaul stacojiu, colibri, ciocănitoarea, pescărușul albastru și tucanul sunt originare pentru Alajuela. Există mai multe specii de lilieci, precum liliecii spectrali, liliacul alb din Honduras și liliacul fără deget. Multe specii de insecte, inclusiv fluturi sunt originare din Alajuela. Din acest motiv, ferma Butterfly din La Garita a fost înființată pentru cercetarea științifică a diferitelor specii. 
Maimuța capucin cu cap alb este originară din pădurile din provincie, așa cum este și maimuța urlătoare cu manta. Alte mamifere originare din Alajuela includ tapirul lui Baird, furnicarul gigant, furnicarul mătăsos, margay, ocelotul și alte pisici sălbatice. Jaguarii, deși văzuți din ce în ce mai rar, locuiesc în parcurile naționale din provincie. Cerbii se regăsesc în zonele muntoase din Câmpiile Nordice. 
Machaca și bass sunt doi pești care se găsesc în întreaga provincie. În plus, există multe alte specii de nevertebrate și amfibieni.

### Clima
Temperaturile extreme din Alajuela variază de la 2.6 grade Celsius la 35,2 grade Celsius. Anul este, în general, împărțit în două perioade: sezonul uscat, sau vara care se întinde din decembrie până în aprilie și sezonul ploios sau iarna, care se întinde din mai până în noiembrie. Iarna corespunde cu sezonul uraganelor din Atlantic, astfel încât ploaia poate apărea zilnic în provincie. Zonele muntoase și Câmpiile Nordice pot varia foarte mult în ceea ce privește temperatura și precipitațiile.
| Date climatice pentru Los Chiles, Alajuela | Date climatice pentru Los Chiles, Alajuela | Date climatice pentru Los Chiles, Alajuela | Date climatice pentru Los Chiles, Alajuela | Date climatice pentru Los Chiles, Alajuela | Date climatice pentru Los Chiles, Alajuela | Date climatice pentru Los Chiles, Alajuela | Date climatice pentru Los Chiles, Alajuela | Date climatice pentru Los Chiles, Alajuela | Date climatice pentru Los Chiles, Alajuela | Date climatice pentru Los Chiles, Alajuela | Date climatice pentru Los Chiles, Alajuela | Date climatice pentru Los Chiles, Alajuela | Date climatice pentru Los Chiles, Alajuela |
| Luna                                       | Ian                                        | Feb                                        | Mar                                        | Apr                                        | Mai                                        | Iun                                        | Iul                                        | Aug                                        | Sep                                        | Oct                                        | Nov                                        | Dec                                        | Anual                                      |
| ------------------------------------------ | ------------------------------------------ | ------------------------------------------ | ------------------------------------------ | ------------------------------------------ | ------------------------------------------ | ------------------------------------------ | ------------------------------------------ | ------------------------------------------ | ------------------------------------------ | ------------------------------------------ | ------------------------------------------ | ------------------------------------------ | ------------------------------------------ |
| Maxima medie °C (°F)                       | 29.7 (85,5)                                | 30.9 (87,6)                                | 32.7 (90,9)                                | 33.8 (92,8)                                | 33 (91)                                    | 31.6 (88,9)                                | 30.9 (87,6)                                | 31.5 (88,7)                                | 32.3 (90,1)                                | 31.8 (89,2)                                | 30.5 (86,9)                                | 29.8 (85,6)                                | 31,54 (88,77)                              |
| Media zilnică °C (°F)                      | 25.3 (77,5)                                | 25.7 (78,3)                                | 26.6 (79,9)                                | 27.6 (81,7)                                | 28 (82)                                    | 27.4 (81,3)                                | 26.9 (80,4)                                | 27.3 (81,1)                                | 27.6 (81,7)                                | 27.4 (81,3)                                | 26.4 (79,5)                                | 25.6 (78,1)                                | 26,8 (80,2)                                |
| Minima medie °C (°F)                       | 20.7 (69,3)                                | 20.5 (68,9)                                | 20.4 (68,7)                                | 21.3 (70,3)                                | 22.7 (72,9)                                | 23.1 (73,6)                                | 22.9 (73,2)                                | 23 (73)                                    | 23 (73)                                    | 22.9 (73,2)                                | 21.2 (70,2)                                | 21.4 (70,5)                                | 21,93 (71,47)                              |
| Sursă:                                     |                                            |                                            |                                            |                                            |                                            |                                            |                                            |                                            |                                            |                                            |                                            |                                            |                                            |

| Date climatice pentru Alajuela, Alajuela | Date climatice pentru Alajuela, Alajuela | Date climatice pentru Alajuela, Alajuela | Date climatice pentru Alajuela, Alajuela | Date climatice pentru Alajuela, Alajuela | Date climatice pentru Alajuela, Alajuela | Date climatice pentru Alajuela, Alajuela | Date climatice pentru Alajuela, Alajuela | Date climatice pentru Alajuela, Alajuela | Date climatice pentru Alajuela, Alajuela | Date climatice pentru Alajuela, Alajuela | Date climatice pentru Alajuela, Alajuela | Date climatice pentru Alajuela, Alajuela | Date climatice pentru Alajuela, Alajuela |
| Luna                                     | Ian                                      | Feb                                      | Mar                                      | Apr                                      | Mai                                      | Iun                                      | Iul                                      | Aug                                      | Sep                                      | Oct                                      | Nov                                      | Dec                                      | Anual                                    |
| ---------------------------------------- | ---------------------------------------- | ---------------------------------------- | ---------------------------------------- | ---------------------------------------- | ---------------------------------------- | ---------------------------------------- | ---------------------------------------- | ---------------------------------------- | ---------------------------------------- | ---------------------------------------- | ---------------------------------------- | ---------------------------------------- | ---------------------------------------- |
| Maxima medie °C (°F)                     | 28.2 (82,8)                              | 29 (84)                                  | 29.9 (85,8)                              | 30.2 (86,4)                              | 28.8 (83,8)                              | 28.2 (82,8)                              | 28.2 (82,8)                              | 28.2 (82,8)                              | 28 (82)                                  | 27.1 (80,8)                              | 27.3 (81,1)                              | 27.7 (81,9)                              | 28,4 (83,1)                              |
| Media zilnică °C (°F)                    | 22 (72)                                  | 22 (72)                                  | 23 (73)                                  | 23 (73)                                  | 22 (72)                                  | 21 (70)                                  | 22 (72)                                  | 21 (70)                                  | 21 (70)                                  | 21 (70)                                  | 21 (70)                                  | 21 (70)                                  | 21 (70)                                  |
| Minima medie °C (°F)                     | 18.5 (65,3)                              | 18.6 (65,5)                              | 18.6 (65,5)                              | 19.1 (66,4)                              | 19.1 (66,4)                              | 19 (66)                                  | 19 (66)                                  | 18.7 (65,7)                              | 18.2 (64,8)                              | 18.4 (65,1)                              | 18.4 (65,1)                              | 18.4 (65,1)                              | 18,7 (65,7)                              |
| Sursă:                                   |                                          |                                          |                                          |                                          |                                          |                                          |                                          |                                          |                                          |                                          |                                          |                                          |                                          |

## Economia

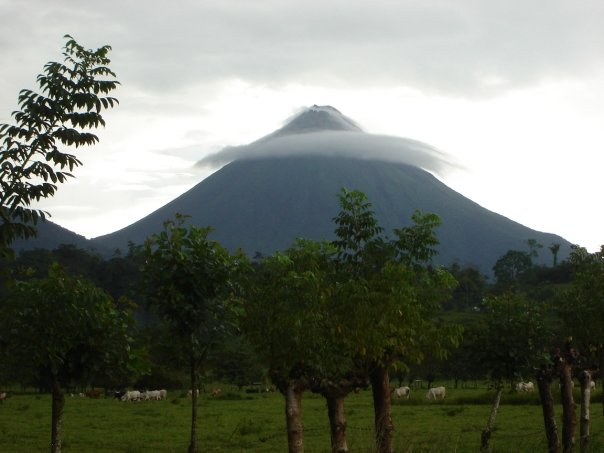
Fermă de vite lângă vulcanul Arenal

### Agricultura
Economia provinciei se bazează pe producția agricolă. În zonele muntoase din sud ale provinciei principalele culturi sunt cele ale plantelor ornamentale tropicale, cafelei, tuberculilor și legumelor verzi. Spre nord și nord-est, culturile importante sunt cele de orez, porumb, ananas, banane și trestia de zahăr. Alajuela se situează pe primul loc la nivel național la producția națională de cafea și cea de trestie de zahăr. Multe dintre produsele agricole sunt exportate în străinătate.

### Industria și comerțul
În ultimii ani, Alajuela a atras multe companii de producție orientate spre export, în special în interiorul zonelor de comerț liber în jurul orașului Alajuela.  Zonele de comerț liber includ Coyol, Saret, Montecillos și BES. Zonele libere comerciale ale Alajuelei sunt în majoritate industriale. Creșterea în industria prelucrătoare, care a început în mod serios în 2004, a creat bazele infrastructurii provinciei, incluzând distribuția apei, densitatea de transport și electricitatea. Atunci când o instalație de hidrocentrale a fost construită în Grecia în 2012, firmele de construcții s-au dublat ca număr în două luni. Industriile conexe construcțiilor au reprezentat cea mai mare creștere.  Marile companii din aceste zone includ producătorii de echipamente medicale cum ar fi Allergan, Baxter, Hospira, și Boston Scientific.  Major companies in these zones include medical equipment manufacturers like Allergan, Baxter, Hospira, and Boston Scientific.

Conglomeratul de lactate din Costa Rica, Dos Pinos, are sediul central în Alajuela. Dos Pinos exportă produse în întreaga America Latină și a început să exporte în China, în 2013. Bebidas Florida, un producător de băutură cu o licență pentru a îmbutelia produse Coca-Cola își are de asemenea sediul în Alajuela. Alte întreprinderi din provincie includ un exportator de ouă de fluturi și de larve.
Mai multe bănci mari își au sediul în provincia Alajuela, inclusiv Grupo Mutual Alajuela, precum și sucursalele costaricane ale Scotiabank, HSBC, Banco Cathay, și Citibank. Grupo Mutual Alajuela menține un centru bancar în provincie.  Există un mall mare și modern în Alajuela, situat în apropierea Aeroportului Internațional Juan Santamaría, unde mai multe branduri internaționale își au sucursale. Un alt mall este construit de o firmă de construcții din Honduras.

### Turism

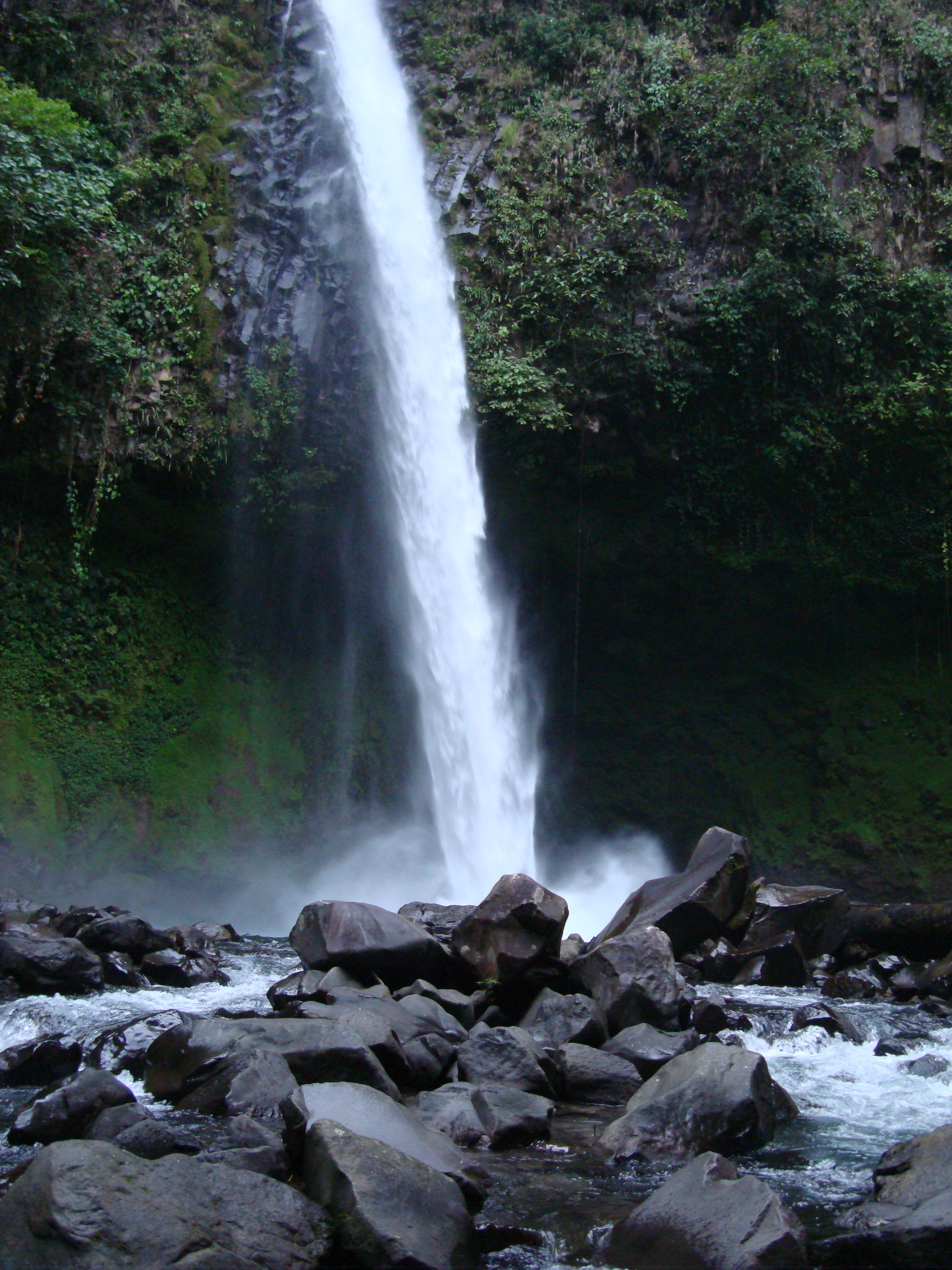
Cascada La Fortuna

Alajuela are un sector turistic bine dezvoltat în întreaga provincie. Turismul este promovat de Institutul Costarican de Turism (ITC), cu toate că unii politicieni Alajuelan ar dori să vadă un birou separat care să se ocupe de Alajuela. Alajuela are diferite parcuri naționale, inclusiv Parcul Național Vulcanul Poás, Parcul Național Vulcanul Arenal, Parcul Național Vulcanul Rincón de la Vieja, Parcul Național Juan Castro Blanco, Pădurea Los Angeles și Refugiul Sălbatic Cano Negro, precum și alte rezervații și zone protejate.
O parte din industria turismului provinciei este concentrată pe zona din jurul La Fortuna, un mic orășel de la baza vulcanului Arenal. Acolo, turiștii pot vizita stațiuni cu izvoare termale, pot face un turul unui lac mare de sub vulcan, pot merge la pescuit și vizita rezervații naturale. Izvoarele termale din Tabacón, care ating temperaturi de pana la 37 de grade Celsius, sunt o destinație populară pentru turiștii naționali și internaționali.
Alte centre turistice din Alajuela includ Zarcero, un oraș cunoscut pentru grădina sa topiară publică. Starting in the 1960s, gardener Evangelisto Blanco began transforming the bushes and cypress trees in Francisco Alvarado Park in the center of town. Începând cu anii 1960, grădinarul Evangelisto Blanco a început transformarea tufișurilor și copacilor chiparos din Parcul Francisco Alvarado din centrul orașului. Orașul menține tradiția lui Blanco și acum este o atracție. În Sarchi, turiștii pot vizita magazinele de artizanat tradiționale ale țării. În orașul Palmares, există un mare festival în fiecare ianuarie. Festivalul are loc din 1987 și include muzică, parade de cai, precum și alte evenimente tradiționale, care atrag aproape 20.000 de vizitatori în fiecare an. Mulți vizitatori merg la San Carlos în luna aprilie a fiecărui an pentru o piață anuală de vite. Grecia este o oprire comună pentru turiștii care călătoresc din Valea Centrală spre coasta Pacificului, din cauza El Mundo de los Serpientes (Lumea Șerpilor), o grădina zoologică de șerpi și un centru de reproducere înființat în 1994.
Orașul Alajuela este, de asemenea, o atracție turistică majoră. În centrul orașului este o catedrală veche de secole, cu o piață în cazul în care, în mod regulat, fructe mango cad din copaci. Cunoscut sub numele de "Orașul fructelor mango," există un festival de mango în fiecare iunie. Pe lângă Plaza, există un muzeu dedicat eroului popular Juan Santamaría. Acest muzeu este situat în vechea clădire a închisorii din Alajuela și începând din 1999 cuprinde vechea sală de arme a orașului, ambele fiind clădiri construite în a doua jumătate a anului secolul al XIX-lea. O aripă a acestui muzeu reînvie istoria din spatele bătăliei de la Santa Rosa dintre Costa Rica și aventurierul american William Walker în 1856, în timp ce alte secțiuni sunt dotate cu relicve și imagini din întreaga tara. Muzeul descrie, de asemenea, cultura locală, dedicând o secțiune pentru artizanii locali și lucrările lor și pentru evenimente de teatru publice, cum ar fi piese de teatru și lecturi.
În La Garita și La Guacima, la vest de orașul Alajuela, există multe atracții.  Zoo Ave, înființată în 1990, este o un centru de îngrijire și reproducere pentru păsări unde vizitatorii pot vizualiza și învăța despre păsări rare. Există și o Grădină Botanică de Orhidee, care adăpostește zeci de specii de orhidee precum și alte plante originare din regiune. Ferma Butterfly din La Guacima este un alt obiectiv turistic care exportă, de asemenea, ouă de fluturi și specii oamenilor de știință și cercetătorilor din toată lumea. O destinație populară la sfârșit de săptămână mulți costaricani călătoresc în această regiune pentru a cumpăra ornamente din piatră și plante decorative.

## Cultura și oamenii

### Literatura

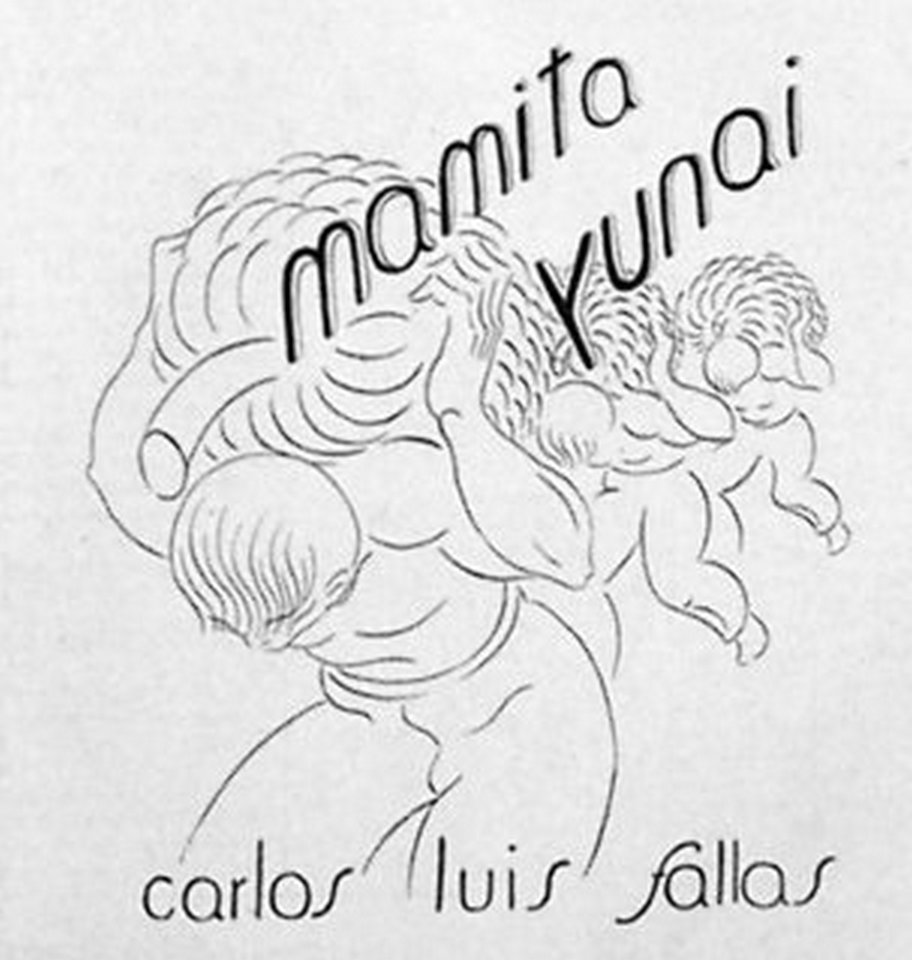
Reclamă pentru Carlos Luis Fallas' "Mamita Yunai"

Alajuela ocupă un loc central în tradiția literară din Costa Rica, evidențiată de numeroșii autori care au apărut și de bibliotecile publice existente. Există 14 biblioteci publice în Alajuela, mai mult decât oricare altă provincie din țară. Universitatea din Costa Rica susține centre de literatură pentru copii în special în Alajuela, Grecia, San Ramón, Naranjo, Palmares și Zarcero. Orașul Alajuela susține frecvente concursuri și festivaluri de povestiri.
Datorită tradiției sale literare bogate, San Ramón este adesea numit "la tierra de las poetas" ("țara poeților"). Mulți poeți și autori s-au născut în zona San Ramón, inclusiv José Joaquín Salas Pérez, Carlomagno Araya, Ema Gamboa și Feliz Ángel Salas. Personalitatea publică cea mai îndrăgită în San Ramon este Lisímaco Chavarría. Născut în 1878, poezia romantică și naturalistă a lui Chavarría au făcut să fie comparat cu alți bine cunoscuși autori din America Latină, cum ar fi Rubén Darío, José Enrique Rodó și Joaquín García Monge. Născut în 1915, autorul și ilustratorul naturalist Rafael Lucas Rodríguez a fost un biolog pionier în țară. El a scris numeroase articole și cărți, precum și broșuri ilustrative ale florei din Costa Rica. Autorul Fernando Contreras Castro, de asemenea născut și crescut în San Ramon, este un scriitor recunoscut la nivel internațional în ceea ce este descris ca fiind stilul de "generație urbană". Contreras predă literatură la Universitatea din Costa Rica.
Scriitor despre realitățile sociale, Fabián Dobles a crescut în Atenas. Opera sa se concentrează pe situația dificilă a celor săraci din Costa Rica. Dobles, membru al Partidului Popular Vanguard, a petrecut ceva timp în închisoare pentru convingerile sale politice. Scriitorul Carlos Luis Fallas s-a născut și a făcut școala în Alajuela. Cea mai cunoscută operă a sa „Mamita Yunai”, este bazată pe perioada cât a lucrat pe o plantație de banane. Istoricul și jurnalistul Ángela Ulibarri trăiește în  Quesada. Dramaturgul contemporan Jorge Arroyo, de asemenea, a crescut în Alajuela. Lucrările sale au fost pus în scenă în șase țări.

### Populația nativă

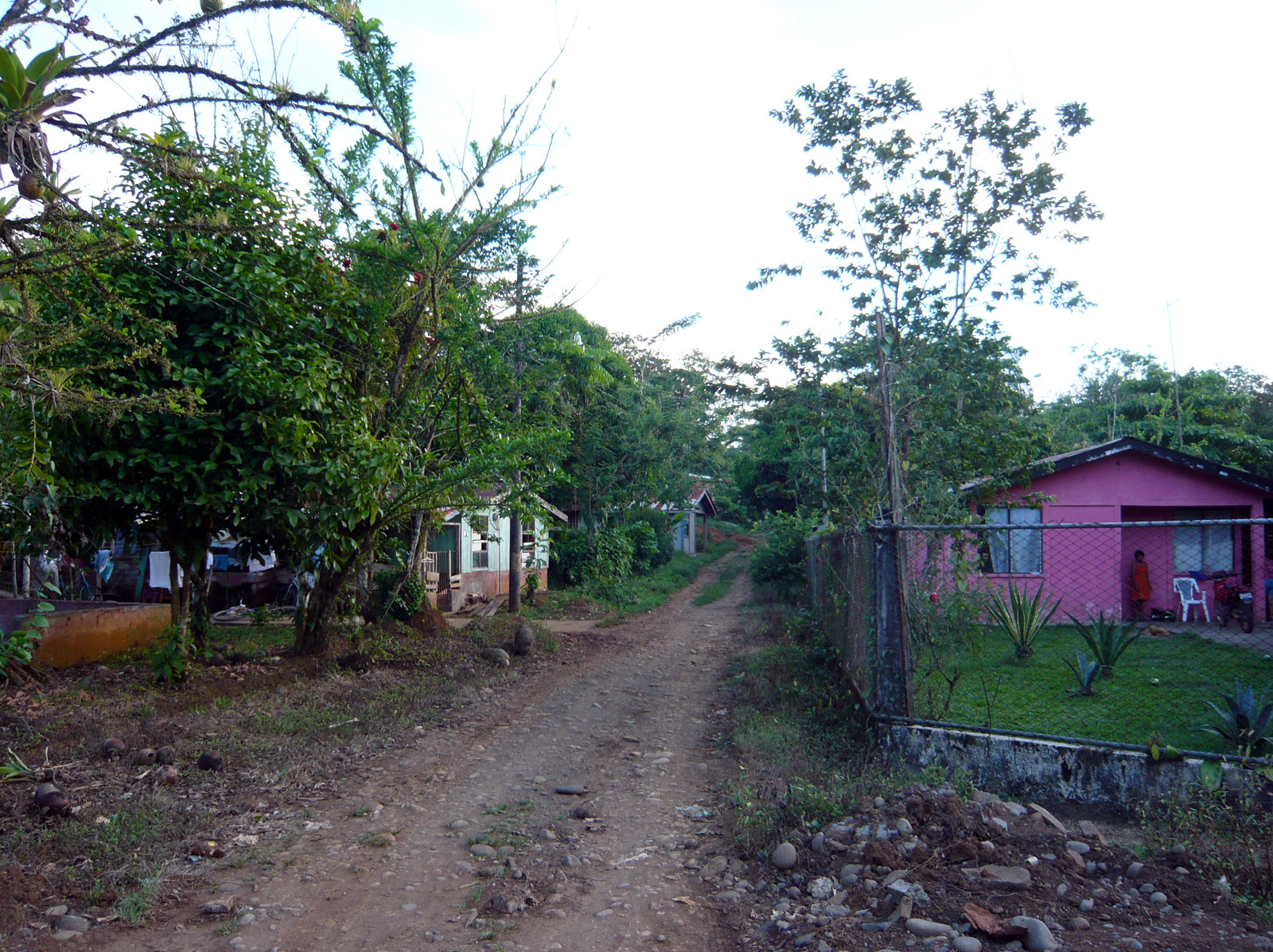
Palenque Margarita

Cele mai multe dintre triburile indigene din Alajuela au fost ucise în timpul colonizării spaniole, deși tribul Botos a rezistat până la mijlocul anilor 1800. Astăzi, Maleku este unul dintre singurele triburi native rămase din perioada colonială spaniolă. Rezervația lor se află în nordul Alajuelei, la o oră la nord de La Fortuna la San Rafael de Guatuso. Există trei sate Maleku in apropiere de Guatuso: Palenque Sol, Palenque Tonjibe și Palenque Margarita, unde locuitorii subzistă în mare parte din economia turistică.

### Educația
Există mai multe centre de învățământ de nivel superior în provincie. Cea mai cunoscută este Universidad Técnica Nacional de Costa Rica (UTN) (Universitatea Tehnică din Costa Rica). UTN a fost înființată în anul 2008, ca urmare a fuziunii dintre mai multe colegii. Este a cincea universitate din țară și include cinci campusuri, inclusiv trei în Alajuela la San Carlos, Atenas și aproape de orașul Alajuela. Instituto Centroamericano de Administración de Empresas (INCAE) (Institutul Central American pentru Administrarea Afacerilor) are un campus în La Garita.  INCAE a fost fondat cu ajutorul Statelor Unite în timpul războiului rece, cu intenția de a promova educație de afaceri în America Centrală. Universidad Adventista de Centroamérica (UAC) (Universitatea Adventistă Central Americană) este o universitate privată adventistă în Ceiba. Universidad Santa Lucia (Universitatea Santa Lucia) are un campus în orașele Alajuela și San Carlos. San Carlos are, de asemenea, o ramură a Institutului de Tehnologie din Costa Rica. Fondată în 1995, Universidad de Ciencias Empresariales (BUMM) (Universitatea de Științe a Afacerilor este de asemenea situată în orașul Alajuela. În plus, există și alte centre de învățământ superior, cu campusuri în Costa Rica, cum ar fi Colegio Universitario Boston (Boston University College), care nu este asociat cu Universitatea din Boston, și Instituto Nacional de Aprendizaje (INA) (Institutul Național de Învățare.

## Cantoanele provinciei
Alajuela are 15 cantoane.
Canton (Capitala)
1. Alajuela (Alajuela)
2. Alfaro Ruiz (Zarcero)
3. Atenas (Atenas)
4. Grecia (Grecia)
5. Guatuso (San Rafael)
6. Los Chiles (Los Chiles)
7. Naranjo (Naranjo)
8. Orotina (Orotina)
9. Palmares (Palmares)
10. Poás (San Pedro)
11. San Carlos (Quesada, cunoscut și ca San Carlos)
12. Cantonul San MateoSan Mateo (San Mateo)
13. San Ramón (San Ramón)
14. Upala (Upala)
15. Valverde Vega (Sarchí)